# Грант (окръг, Уисконсин)
Вижте пояснителната страница за други населени места с името Грант.
Окръг Грант (на английски: Grant County) е окръг в щата Уисконсин, Съединени американски щати. Площта му е 3064 km², а населението - 51 938 души (1 април 2020). Административен център е град Ланкастър.